# Torero malgré lui
Pour les articles homonymes, voir Bobo.
Pour plus de détails, voir Fiche technique et Distribution.
Torero malgré lui (titre original : The Bobo) est un film américano-britannique réalisé par Robert Parrish et sorti en 1967.
Les deux acteurs principaux du film sont Peter Sellers et son épouse de l'époque, Britt Ekland.
À noter la présence de La Chana, célèbre danseuse de flamenco que Peter Sellers avait découverte à "Los Tarantos" à Barcelone.

## Synopsis
Juan Bautista (Peter Sellers) désire être un matador et un chanteur. Un directeur de théâtre lui offre sa chance s'il séduit la belle Olympia (Britt Ekland) et passe une heure dans l'appartement de cette dernière, toutes lumières éteintes.

## Fiche technique
- Titre français : Torero malgré lui ou Le Bobo[2]
- Titre original : The Bobo
- Réalisation : Robert Parrish
- Scénario : David R. Schwartz
- Photographie : Gerry Turpin
- Cadreur : Ronnie Taylor (crédité Ron Taylor)
- Montage : John Jympson
- Musique : Francis Lai
- Direction artistique : Elven Webb
- Décors : Franco Fumagalli
- Producteur : Jerry Gershwin, Elliott Kastner et David R. Schwartz (producteur associé)
- Société de production : Gina Production
- Pays d'origine :  Royaume-Uni |  États-Unis
- Langue : Anglais
- Format : Couleur (Technicolor) — 35 mm — 1,78:1 — Son : Mono
- Genre : Comédie
- Durée : 105 minutes
- Dates de sortie :
  - Royaume-Uni : 1967 (Londres) (premiere)
  - États-Unis : 11 août 1967 (Boston, Massachusetts) / 28 septembre 1967 (New York)
  - France : 2 octobre 1968

## Distribution
- Peter Sellers : Juan Bautista
- Britt Ekland : Olimpia Segura
- Rossano Brazzi : Carlos Matabosch
- Adolfo Celi : Francisco Carbonell
- Hattie Jacques : Trinity Martinez
- Ferdy Mayne : Silvestre Flores
- Kenneth Griffith : Pepe Gamazo
- Al Lettieri : Eugenio Gomez
- Marne Maitland : Luis Castillo
- John Wells : Pompadour Major Domo
- Don Lurio : Ramon Gonzales